# Les Bas-fonds (film, 1957)
Pour les articles homonymes, voir Bas-fonds.
Pour plus de détails, voir Fiche technique et Distribution.
Les Bas-fonds (どん底, Donzoko) est un film japonais réalisé par Akira Kurosawa, sorti en 1957 et adapté de la pièce homonyme de l'écrivain russe Maxime Gorki.
L'histoire se déroule dans un bidonville japonais où des personnages marginalisés et pauvres vivent entassés dans une auberge délabrée. Le film met en scène Toshirō Mifune dans le rôle de Sutekichi, un voleur, et Isuzu Yamada dans celui d'Osugi, l'épouse manipulatrice du propriétaire de l'auberge. Entre espoirs illusoires, désespoir et trahison, les habitants de ce microcosme luttent pour survivre tout en rêvant d'un avenir meilleur, bien que leurs efforts soient souvent voués à l'échec.
En transposant l'œuvre de Gorki dans le Japon de l'époque Edo, Kurosawa explore des thèmes universels tels que la pauvreté, l'injustice sociale et l'hypocrisie humaine. Le film s'attarde sur la condition des déshérités, dont les vies sont marquées par la misère matérielle et morale, et sur les relations de pouvoir et de domination qui s'établissent dans cet environnement clos.
Les Bas-fonds est considéré comme une œuvre importante dans la filmographie de Kurosawa, notamment pour sa direction d'acteurs et son utilisation audacieuse de l'espace confiné de l'auberge, qui devient le théâtre des drames humains. Fidèle à l'esprit de la pièce originale, le film est une réflexion poignante sur la dignité humaine, l'illusion et la survie face à l’adversité.

## Synopsis
Dans une auberge délabrée de l'époque d'Edo, un vieil homme nommé Rokubei et sa femme aigrie louent des chambres et des lits aux pauvres. Les locataires sont des joueurs, des prostituées, des petits voleurs et des fainéants ivres, tous luttant pour survivre. La sœur cadette de la propriétaire, qui aide le couple à entretenir les lieux, fait venir un vieil homme et lui loue un lit. Kahei, qui s'habille en pèlerin bouddhiste, assume rapidement le rôle de médiateur et de grand-père, bien qu'il y ait un air de mystère autour de lui et que certains locataires soupçonnent que son passé n'est pas sans tache.
Sutekichi, voleur et chef autoproclamé de la demeure, a une liaison avec Osugi, la propriétaire, bien qu'il se tourne progressivement vers sa sœur au caractère doux, Okayo, qui ne pense pas grand-chose de lui, ce qui le frustre et envenime sa relation avec Osugi. Jalouse et vindicative, cette dernière cherche à persuader Sutekichi d'assassiner son mari afin de pouvoir le livrer aux autorités. Sutekichi voit clair dans son plan et refuse de prendre part au meurtre. Le mari découvre la liaison, se bat avec Sutekichi et n'est sauvé que grâce à l'intervention de Kahei.
Peu à peu, Okayo commence à voir le bon côté de Sutekichi et se montre réceptive à ses avances. Rokubei et Osugi battent Okayo, ce qui incite les locataires à pénétrer dans leur maison pour la sauver. Sutekichi est furieux d'apprendre comment Okayo a été traitée et, dans le chaos qui s'ensuit, tue accidentellement Rokubei, puis est accusé par Osugi de la mort de son mari. Plutôt que de se défendre, Sutekichi, enragé, prétend qu'elle l'a poussé à le faire. Okayo pense maintenant qu'ils l'ont utilisée pour fournir une excuse pour le meurtre. Elle n'aura désormais plus rien à voir avec Sutekichi. Kahei, dont le témoignage aurait pu potentiellement l'innocenter, s'enfuit pour éviter d'avoir à témoigner, ajoutant de la substance aux soupçons selon lesquels il avait quelque chose à cacher. Sutekichi et Osugi sont arrêtés.
D'autres intrigues secondaires, certaines de nature comique, impliquent les occupants de l'auberge : un joueur nihiliste qui rejette les supplications pleines d'espoir du pèlerin auprès des autres habitants ; un acteur vieillissant qui a perdu sa capacité à mémoriser des lignes de dialogue ; un artisan qui semble indifférent à la mort imminente de sa femme malade, mais qui devient un homme brisé lorsqu'elle meurt finalement ; un démuni qui prétend descendre d'une famille de samouraïs, pour voir cette affirmation réfutée ; et un groupe d'ivrognes fêtards qui semblent se réjouir face au malheur.

## Fiche technique
- Titre : Les Bas-fonds
- Titre original : どん底 (Donzoko?)
- Réalisateur : Akira Kurosawa

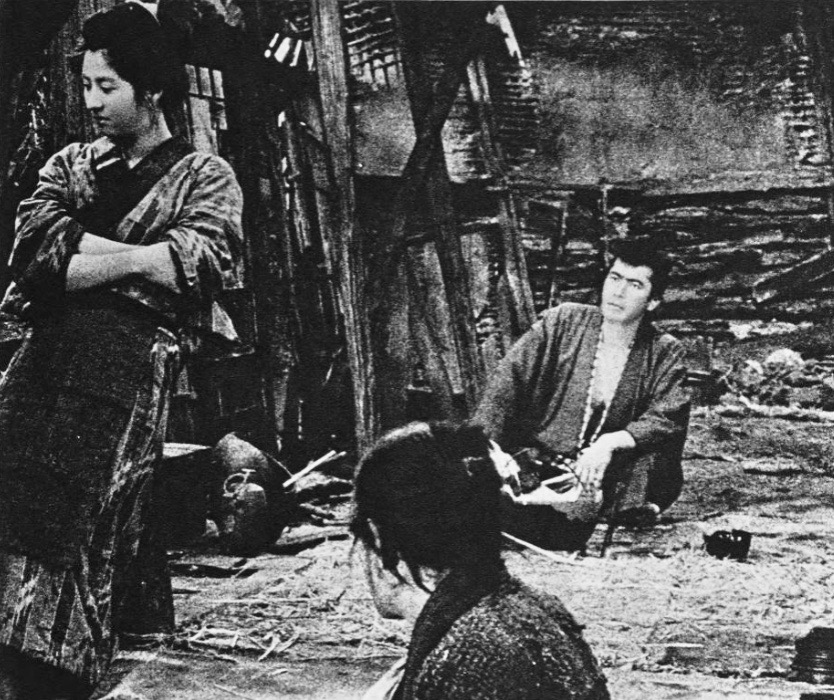
Toshirō Mifune dans une scène du film au milieu de l'auberge délabrée qui sert de refuge à une myriade de miséreux et déshérités.

- Scénario : Akira Kurosawa et Hideo Oguni (d'après la pièce de Maxime Gorki)
- Directeur de la photographie : Ichio Yamazaki
- Premier assistant opérateur : Takao Saitō
- Montage : Akira Kurosawa
- Musique : Masaru Satō
- Producteurs : Akira Kurosawa et Sōjirō Motoki
- Société de production : Tōhō
- Pays d'origine :  Japon
- Langue originale : japonais
- Format : noir et blanc - 1,37:1 - 35 mm - son mono
- Genre : Film dramatique
- Durée : 137 minutes[1] (métrage : 12 bobines - 3 744 m[1])
- Dates de sortie :
  - Japon : 17 septembre 1957[1]
  - France : 28 janvier 1981[2]

## Distribution
- Toshirō Mifune : Sutekichi (le voleur)
- Isuzu Yamada : Osugi (la propriétaire de l'asile)
- Ganjirō Nakamura : Rokubei (le mari)
- Kyōko Kagawa : Okayo (sœur d'Osugi)
- Bokuzen Hidari : Kahei (le moine pèlerin)
- Minoru Chiaki : Tonosama (l'ex-samouraï)
- Kamatari Fujiwara : l'ex-acteur
- Akemi Negishi : Osen (l'ancienne prostitutée)
- Kichijirō Ueda : Shimazo (l'agent de police)
- Eijirō Tōno : Tomekichi (le vieux rétameur)
- Eiko Miyoshi : Asa (la femme souffrante du rétameur)
- Nijiko Kiyokama : Otaki (la marchande de bonbons)
- Haruo Tanaka : Tatsu
- Atsushi Watanabe : Kuna
- Yū Fujiki : Unokichi
- Fujitayama : Tsugaru

## Production
Kurosawa rassemble son casting parmi les meilleurs acteurs du cinéma japonais, les faisant répéter en costume sur le plateau pendant 60 jours et filmant de longues prises avec plusieurs caméras pour créer un effet théâtral. Bien que le décor soit délibérément sale, Kurosawa ne marche dessus qu'avec ses chaussures d'intérieur, à la surprise des acteurs et de l'équipe ; il explique que, bien que sale, c'est toujours « la maison » de ses personnages,.

## Thèmes
Le film explore le thème nietzschéen selon lequel le bouddhisme (et la religiosité en général) frôle le nihilisme en présentant deux personnages archétypaux, le pèlerin et le joueur, qui partagent un contentement qui contraste avec l'existentialisme conscient des autres personnages. La grâce du pèlerin provient de la croyance que rien sur Terre n'a d'importance parce que les récompenses se trouvent dans l'au-delà ; le joueur croit également que rien n'a d'importance, mais plutôt parce qu'il rejette la religion et la moralité, cherchant le plaisir dans la vie plutôt que le but. Parce que les deux systèmes de croyance rejettent les affaires terrestres et aboutissent au contentement, les philosophes lient parfois le bouddhisme au nihilisme ; dans l'arc narratif de Kurosawa, le joueur nihiliste réussit à surpasser le pèlerin, dont les promesses ne sont pas tenues et aboutissent au suicide d'un personnage, que le joueur raille. Ce ton fataliste contraste avec l'approche plus humaniste de Kurosawa dans d'autres films, et est considéré comme une raison de la réponse mitigée du film lors de sa sortie au Japon. De plus, une telle représentation explicite de personnages misérables et désespérés (bien que d'une époque différente) est rare dans les médias populaires du Japon de l'après-occupation, qui tentent de minimiser les allusions à une sous-classe luttant avec les changements sociaux causés par la guerre et ses conséquences.
Le thème central du film est la préservation de la dignité humaine face à une pauvreté extrême. Kurosawa dépeint ses personnages, malgré leur situation désespérée, comme des êtres complexes dotés d'espoirs, de rêves et d'une valeur intrinsèque. Cette approche humaniste souligne l'importance de reconnaître l'humanité de chacun, indépendamment de son statut social. Le film explore la tension entre l'illusion et la réalité, notamment à travers le personnage de l'acteur déchu et ses récits. Kurosawa examine comment les illusions peuvent à la fois soulager et aggraver la souffrance des personnages. Cette dichotomie pose la question de la valeur de la vérité face au réconfort apporté par l'illusion dans des conditions de vie difficiles.
Les Bas-fonds offre une critique acerbe de l'inégalité sociale et de l'indifférence de la société envers les plus démunis. Kurosawa met en lumière les structures sociales qui perpétuent la pauvreté et l'exclusion. Cette critique, bien que située dans le Japon de l'ère Edo, résonne avec les préoccupations sociales du Japon d'après-guerre. Le film explore les liens de solidarité qui se créent entre les habitants du taudis. Malgré les conflits et les tensions, une forme de communauté émerge, soulignant la capacité humaine à trouver du réconfort et du soutien même dans les circonstances les plus difficiles. Kurosawa met en évidence la nature cyclique de la pauvreté, montrant comment les personnages sont piégés dans leur situation, avec peu d'espoir d'amélioration. Cette représentation soulève des questions sur la mobilité sociale et les obstacles systémiques à l'ascension économique.
Le film présente des personnages moralement ambigus, brouillant les lignes entre le bien et le mal. Cette complexité morale reflète la vision nuancée de Kurosawa sur la nature humaine, suggérant que les circonstances difficiles peuvent pousser les individus à des actions moralement discutables. À travers le personnage du pèlerin, le film aborde des questions de spiritualité et de transcendance. Kurosawa explore comment la foi et la philosophie peuvent offrir un réconfort face à la misère, tout en questionnant leur efficacité réelle dans l'amélioration des conditions matérielles.

## Sortie
Les Bas-fonds sort en avant-première le 17 septembre 1957, distribué par la Tōhō. Il sort dans tout le pays le 1er octobre 1957.
Le film est distribué aux États-Unis par Brandon Films avec des sous-titres en anglais le 9 février 1962.

## Distinctions
Isuzu Yamada remporte le prix Kinema Junpō de la meilleure actrice de l'année de  (pour ce film, Le Faubourg, et Le Château de l'araignée).
Toshirō Mifune remporte le prix du film Mainichi du meilleur acteur (également pour Le Faubourg).
Kōji Mitsui remporte à la fois le Blue Ribbon Award et le prix du film Mainichi du meilleur acteur dans un second rôle et du Mainichi Film Concours (également pour Le Quartier des fous).

## Accueil
En 2009, le film est classé à la 36e place sur la liste des « Meilleurs films japonais de tous les temps » par le magazine de cinéma japonais Kinema Junpō.
Les Bas-fonds a une note de 83 % sur Rotten Tomatoes, basée sur l'avis de six critiques.